# George Stibitz
George Robert Stibitz (* 20. April 1904 in York, USA; † 31. Januar 1995 in Hanover) war ein US-amerikanischer Ingenieur und Computerpionier. Er wird international als einer der Väter des ersten modernen digitalen Computers angesehen. Er arbeitete als Forscher in den Bell Labs und wurde durch seine Arbeiten aus den 1930er und 1940er Jahren über digitale Schaltungen zur Darstellung Boolescher Funktionen (Boolesche Logik) unter Verwendung elektromechanischer Relais als Schaltelemente bekannt.

## Leben
Stibitz wurde  in York (Pennsylvania) geboren, er machte seinen Bachelor-Abschluss an der Denison University in Granville (Ohio), seinen Master am Union College im Jahr 1927 und seinen Ph.D. in mathematischer Physik im Jahr 1930 an der Cornell University.

## Computer
Im November 1937 vollendete George Stibitz, damals Mitarbeiter der Bell Labs, eine Relais-basierte Rechenmaschine, die er das "K-Modell" nannte, wegen des "Küchentischs", auf dem er sie zusammengesetzt hatte.  Die Maschine konnte binäre Zahlen addieren. Die Bell Labs genehmigten daraufhin im Spätsommer 1938 ein richtiges Forschungsprogramm unter Stibitz's Leitung. Der daraus resultierende am 8. Januar 1940 fertiggestellte Complex Number Calculator konnte Berechnungen mit komplexen Zahlen durchführen. Im Rahmen einer Vorführung für die American Mathematical Society auf ihrer Konferenz am Dartmouth College am 11. September 1940 verwendete  Stibitz einen Fernschreiber, um Befehle für den  Complex Number Calculator in New York City über Telefonleitungen zu senden. Dieser war damit der erste Computer, der über eine Telefonleitung ferngesteuert wurde. 
Stibitz hielt über diejenigen hinaus, die er für die Bell Labs registrierte, weitere 38 Patente. Seit 1964 gehörte er einer Forschungsgruppe am Dartmouth College an und entwickelte in diesem Rahmen Ideen, um später Computertechnik in der Medizin einzusetzen. Ab 1970 bis zu seiner Pensionierung 1983 war er Professor für Physiologie. Nachbauten des K-Modells existieren in der Smithsonian Institution und der William Howard Doane Library der Denison University.
Von besonderem Interesse ist auch der Stibitz-Code, eine Darstellung für BCD-Zahlen, die das Subtrahieren erleichtert.

## Ehrungen
- Im Jahr 1965 erhielt George Robert Stibitz zusammen mit Konrad Zuse den Harry H. Goode Memorial Award
- 1985 National Inventors Hall of Fame

- An der McNutt Hall des Dartmouth College in Hanover (NH, USA) erinnert eine Bronzetafel:

"In diesem Gebäude führte am 9. September 1940 George Stibitz, damals Mathematiker bei den  BELL TELEPHONE LABORATORIES zum ersten Mal den Fernbetrieb eines elektrischen digitalen Rechners vor.  Stibitz, der den elektrischen digitalen Rechner 1937 bei den  BELL LABS konzipiert hatte, beschrieb seine Erfindung des "COMPLEX NUMBER CALCULATOR"  auf einer Versammlung der MATHEMATICAL ASSOCIATION OF AMERICA, die hier stattfand.  Mitglieder aus dem Zuhörerkreis sendeten Probleme an den Rechner der BELL LABS in New York und erhielten innerhalb von Sekunden Lösungen, die vom Rechner an einen Fernschreiber in dieser Halle übertragen wurden."

## Computerkunst
In seinen späten Jahren wandte sich Stibitz den „non-verbalen Anwendungen des Computer“ zu.  Insbesondere verwendete er einen Amiga, um Computerkunst zu schaffen. In einem Brief, den er 1990 an den Dekan der Mathematik und Informatik an der Denison University schrieb, sagte er:
Ich habe mich den non-verbalen Computeranwendungen zugewendet und eine Ausstellung von Computer-„Kunst“ produziert.  Die Anführungszeichen sind hier notwendig, denn das Ergebnis meiner Anstrengungen ist es nicht, wichtige Kunst herzustellen, sondern zu zeigen, dass diese Beschäftigung Spaß macht, genau so wie die Erschaffung der Computer vor fünfzig Jahren.  
Die Abteilung für  Mathematik und Informatik an der Denison University stellt einige seiner Kunstwerke aus.

### Patente
- Patent  US2668661: Complex Computer. Angemeldet am April 1941, veröffentlicht am 9. Februar 1954.‌